# Paeonia cambessedesii
Paeonia cambessedesii là một loài thực vật có hoa trong họ Paeoniaceae. Loài này được (Willk.) Willk. miêu tả khoa học đầu tiên năm 1880.